# Various Positions
Various Positions är Leonard Cohens sjunde studioalbum, utgivet 1984 (1985 i USA).
"Hallelujah" är en av de låtar Cohen skrivit som gjorts i flest coverversioner. Bland artister märks till exempel Ulf Lundell och Peter Jöback från Sverige. Albumets inledande låt "Dance Me to the End of Love" tillhör också Cohens mer bekanta kompositioner, och han framförde den ofta under konsert.

## Låtlista
1. "Dance Me to the End of Love" – 4:38
2. "Coming Back to You" – 3:32
3. "The Law" – 4:27
4. "Night Comes On" – 4:40
5. "Hallelujah" – 4:36
6. "The Captain" – 4:06
7. "Hunter's Lullaby" – 2:24
8. "Heart With No Companion" – 3:04
9. "If It Be Your Will" – 3:43

- Samtliga låtar skrivna av Leonard Cohen.

## Medverkande
Musiker
- Leonard Cohen – sång, gitarr
- Jennifer Warnes – sång
- John Crowder – basgitarr, bakgrundssång
- Richard Crooks – trummor
- Kenneth Kosek – violin
- Sid McGinnes – gitarr
- Ron Getman – munspel
- Anjani Thomas, Crissie Faith, Erin Dickins, John Lissauer, Lani Groves, Merle Miller, Ron Getman, Yvonne Lewis – bakgrundssång

Produktion
- John Lissauer – musikproducent
- Leanne Ungar – ljudtekniker, ljudmix
- Jon Smith – ljudtekniker
- Lee Friedman – assisterande ljudtekniker
- Leonard Cohen – foto (polaroid)

## Listplaceringar
| Lista (1985)   | Position             |
| -------------- | -------------------- |
| Finland        | 2                    |
| Kanada         | 60 (RPM)             |
| Norge          | 3 (VG-lista)         |
| Nya Zeeland    | 33                   |
| Schweiz        | 17                   |
| Storbritannien | 52 (UK Albums Chart) |
| Sverige        | 12 (Topplistan)      |
| Västtyskland   | 43                   |
| Österrike      | 18                   |